# Cabin Fever (2016)
Cabin Fever is een Amerikaanse horrorfilm uit 2016. Het is een remake van de film Cabin Fever uit 2002. De film werd heel slecht ontvangen en behaalde een zeldzame 0%-score op Rotten Tomatoes, dit betekent dat alle recensies verzameld door de website negatief waren.

## Plot
Een groep jongeren op vakantie raakt besmet met een vleesetend virus.

## Rolverdeling
- Samuel Davis - Paul
- Gage Golightly - Karen
- Matthew Daddario - Jeff
- Nadine Crocker - Marcy
- Dustin Ingram - Bert
- Randy Schulman - Henry